# Alain Le Roy
Pour les articles homonymes, voir Le Roy.
Alain Le Roy, né le 5 février 1953 à Moscou, est un diplomate français, ambassadeur de France à Rome de décembre 2011 à août 2014 et secrétaire général du Service européen pour l'action extérieure (SEAE) du 1er mars 2015 au 31 août 2016.

## Biographie
Alain Le Roy est ingénieur diplômé de l'École nationale supérieure des mines de Paris et titulaire d'un DEA de sciences économiques de l'université Panthéon-Sorbonne. Il est également agrégé d'économie et gestion et diplômé du programme senior managers in government de la John F. Kennedy School of Government, à l'université Harvard.
Après une carrière dans le secteur privé, qui comprend notamment dix années comme ingénieur dans le groupe pétrolier français Total, il entre dans la fonction publique en 1990. Il a pour premier poste sous-préfet, directeur de cabinet du préfet d'Eure-et-Loir à Chartres, avant d'occuper celui de sous-préfet d'Avallon dans l'Yonne, de février 1991 à octobre 1992, date à laquelle il est nommé chef de cabinet puis conseiller du ministre de l'Agriculture. Il entre comme conseiller référendaire à la Cour des comptes en 1993.
En 1995, il est coordonnateur spécial adjoint de l'ONU à Sarajevo. Également envoyé en mission en Mauritanie dans le cadre du Programme des Nations Unies pour le développement (PNUD), il est détaché au Kosovo pour l'ONU comme préfet de la région de Peć de juillet 1999 à juillet 2000.
D'octobre 2001 à novembre 2002, il est représentant spécial de l’Union européenne en Macédoine, succédant à François Léotard. Il revient à Paris où il est nommé en novembre 2002, directeur des affaires économiques au Ministère des Affaires étrangères. Dans cette fonction, il participe à la préparation du sommet du G8 d'Évian en 2003 comme sous-sherpa du président de la République.
Ambassadeur de France à Madagascar de 2005 à 2007, il est nommé en septembre 2007 ambassadeur chargé du projet d'Union pour la Méditerranée.
Le 30 juin 2008, il est nommé Secrétaire général adjoint de l'ONU, chargé du Département des opérations de maintien de la paix. Il remplace à ce poste Jean-Marie Guéhenno.
Le 25 août 2011, il quitte New York et rejoint Paris. Le 5 décembre suivant, il est nommé ambassadeur de France à Rome.
Le 1er septembre 2014, il rejoint la Cour des comptes comme conseiller maître.
Le 7 janvier 2015, il est nommé secrétaire général du Service européen pour l'action extérieure (SEAE) avec prise de fonction au 1er mars 2015. Il le quitte pour raisons personnelles en aout 2016 .
Le 10 juin 2015, par décret du président de la République, il est élevé à la dignité d'Ambassadeur de France.

## Distinctions
- Commandeur de la Légion d'honneur par décret du 31 décembre 2021[6], Officier du 7 mai 2012[7]
- Commandeur de l'ordre du Mérite de la République italienne‎
- Commandeur de l'ordre national de Madagascar